# Sint-Jacobikerk (Schönebeck)
De Sint-Jacobikerk  (Duits: Sankt-Jakobi-Kirche) is een protestants kerkgebouw in de historische binnenstad van Schönebeck in Saksen-Anhalt.

## Architectuur
Het bouwbegin van de Jacobikerk zou ergens in het begin van de 13e eeuw liggen. In deze tijd was Schönebeck nog volledig ommuurd en had de stad drie poorten. Op het relatief kleine gebied leefden destijds minder dan 2.000 inwoners. Des te opvallender is de forse opzet van het gebouw.   
Oorspronkelijk was het een gebouw met een vlak dak. Enige tijd later werden daar op de westelijke zijde de twee vierkante torens toegevoegd. De spitsbogige galmgaten uit de tweede helft van de 13e eeuw zijn bewaard gebleven. De barokke bekroning van de beide torens dateert uit 1735. In 1840 werd een neogotisch westelijk portaal ingebouwd. Het koor is rechthoekig en even breed als het kerkschip. Grote verbouwingen aan de kerk vonden plaats in de 18e eeuw en de jaren 1884-1885. In de 18e eeuw werden de zijschepen verhoogd en om een uniform lessenaarsdak mogelijk te maken. 
Bij een grondige verbouwing in 1884-1885 heeft men geprobeerd de oorspronkelijke basilicavorm te herstellen, hetgeen grotendeels gelukt is. Terwijl de vensters in de zijschepen een andere vorm kregen, bleven de vensters in de oostelijk muur van het koor in de oorspronkelijke vorm behouden. Hetzelfde geldt voor de spitsbogige vensters in de lichtbeuk. Bij dezelfde verbouwing werd het tongewelf verwijderd en kregen het middenschip en de beide zijschepen een vlakke zoldering.

## Interieur
Het water dat door een overstroming in 1876 van de Elbe het kerkgebouw binnendrong, verwoestte een groot deel van de oude inrichting. Bewaard bleven enkele kleine beelden van Sint-Catharina en een Maria met Kind, beide afkomstig uit een laatgotisch altaar (1470) en een crucifix in het linker zijschip. Behouden bleef ook een verweerd doopvont uit de 17e eeuw.
Altaar, triomfkruis en kansel werden in 1942 geplaatst. Het centrale deel van het retabel toont de geboorte van Christus en de beide zijluiken de vier evangelisten. Naar de evangelisten verwijzen ook de symbolen in het crucifix boven het altaar: engel, leeuw, stier en adelaar. Het corpus van het kruis is ouder en stamt uit 1638. Onder de drie ramen van het koor zijn in 1987 de woorden van de Bergrede van Jezus met de zaligsprekingen aangebracht. De tekst Ich schäme mich des Evangeliums von Jesus Christus nicht (Romeinen 1:16) op de kansel uit 1942 was een niet mis te verstane terechtwijzing aan het adres van de zogenaamde Deutsche Christen, die zich inlieten met de denkbeelden van het nazidom. 
De grote gebrandschilderde ramen van de zijschepen werden tussen 1885 en 1895 door Ferdinand Müller uit Quedlinburg gemaakt. In de meeste gevallen stellen ze personen en verhalen uit het Nieuwe Testament voor. Met de klok mee worden vanaf de kansel de volgende thema's en personen in de ramen verbeeld:
- de apostel Jacobus (patroonheilige van de kerk);
- het dochtertje van Jaïrus;
- de barmhartige Samaritaan;
- Maria en Martha;
- Een Maarten Luther-venster ter gelegenheid van het 400-jarig jubileum;
- De opwekking van de zoon van een weduwe uit Naïn;
- De zegening van kinderen door Christus;
- Een zinkende Petrus;
- de apostel Johannes.[1]

## Orgel
Het orgel werd in de jaren 1882-1883 door de orgelbouwer Eduard Beyer uit Maagdenburg gebouwd. In 1938 werd het klankbeeld van het orgel wezenlijk gewijzigd door de orgelbouwer Wilhelm Rühlmann uit Zörbig. De orgelbouwfirma Sauer uit Müllrose voerde in 1999-2000 een technische renovatie uit.